# Challenger de Ilkley
O Challenger de Ilkley (comercialmente Ilkley Trophy), anteriormente chamado de Fuzion 100 Ilkley Trophy e Aegon Ilkley Trophy, é um torneio de tênis para jogadores profissionais masculinos e femininos disputado em quadras de grama. O evento é classificado como € 42.500 ATP Challenger e $ 100.000 ITF Women's Circuit. É realizado em Ilkley [en], Reino Unido, desde 2015. 
A edição de 2020 do torneio foi cancelada devido à pandemia de COVID-19 e a edição de 2021 foi realizada em Nottingham, ainda devido à pandemia, mas em 2022 ambas as etapas do torneio retornaram ao local original.

## Finais

### Simples masculino
| Ano  | Campeão                                         | Vice-campeão                                    | Resultado                                       |
| ---- | ----------------------------------------------- | ----------------------------------------------- | ----------------------------------------------- |
| 2024 | David Goffin                                    | Harold Mayot                                    | 6–4, 6–2                                        |
| 2023 | Jason Kubler                                    | Sebastian Ofner                                 | 6–4, 6–4                                        |
| 2022 | Zizou Bergs                                     | Jack Sock                                       | 7–6(9–7), 2–6, 7–6(8–6)                         |
| 2021 | Não ocorreu (transferido para Nottingham)       | Não ocorreu (transferido para Nottingham)       | Não ocorreu (transferido para Nottingham)       |
| 2020 | Torneio cancelado devido à pandemia de COVID-19 | Torneio cancelado devido à pandemia de COVID-19 | Torneio cancelado devido à pandemia de COVID-19 |
| 2019 | Dominik Köpfer                                  | Dennis Novak                                    | 3–6, 6–3, 7–6(7–5)                              |
| 2018 | Sergiy Stakhovsky                               | Oscar Otte                                      | 6–4, 6–4                                        |
| 2017 | Márton Fucsovics                                | Alex Bolt                                       | 6–1, 6–4                                        |
| 2016 | Lu Yen-hsun                                     | Vincent Millot                                  | 7–6(7–4), 6–2                                   |
| 2015 | Denis Kudla                                     | Matthew Ebden                                   | 6–3, 6–4                                        |

### Duplas masculinas
| Ano  | Campeões                                        | Vice-campeões                                   | Resultado                                       |
| ---- | ----------------------------------------------- | ----------------------------------------------- | ----------------------------------------------- |
| 2024 | Evan King Reese Stalder                         | Christian Harrison Fabrice Martin               | 6–3, 3–6, [10–6]                                |
| 2023 | Gonzalo Escobar Aleksandr Nedovyesov            | Robert Galloway John-Patrick Smith              | 2–6, 7–5, [11–9]                                |
| 2022 | Julian Cash Henry Patten                        | Ramkumar Ramanathan John-Patrick Smith          | 7–5, 6–4                                        |
| 2021 | Não ocorreu (transferido para Nottingham)       | Não ocorreu (transferido para Nottingham)       | Não ocorreu (transferido para Nottingham)       |
| 2020 | Torneio cancelado devido à pandemia de COVID-19 | Torneio cancelado devido à pandemia de COVID-19 | Torneio cancelado devido à pandemia de COVID-19 |
| 2019 | Santiago González Aisam-ul-Haq Qureshi          | Marcus Daniell Leander Paes                     | 6–3, 6–4                                        |
| 2018 | Austin Krajicek Jeevan Nedunchezhiyan           | Kevin Krawietz Andreas Mies                     | 6–3, 6–3                                        |
| 2017 | Leander Paes Adil Shamasdin                     | Brydan Klein Joe Salisbury                      | 6–2, 2–6, [10–8]                                |
| 2016 | Wesley Koolhof Matwé Middelkoop                 | Marcelo Demoliner Aisam-ul-Haq Qureshi          | 7–6(7–5), 0–6, [10–8]                           |
| 2015 | Marcus Daniell Marcelo Demoliner                | Ken Skupski Neal Skupski                        | 7–6(7–3), 6–4                                   |

### Simples feminina
| Ano  | Campeã                                          | Vice-campeã                                     | Resultado                                       |
| ---- | ----------------------------------------------- | ----------------------------------------------- | ----------------------------------------------- |
| 2024 | Rebecca Marino                                  | Jessika Ponchet                                 | 4–6, 6–1, 6–4                                   |
| 2023 | Mirjam Björklund                                | Emma Navarro                                    | 6–4, 7–5                                        |
| 2022 | Dalma Gálfi                                     | Jodie Burrage                                   | 7–5, 4–6, 6–3                                   |
| 2021 | Não ocorreu (transferido para Nottingham)       | Não ocorreu (transferido para Nottingham)       | Não ocorreu (transferido para Nottingham)       |
| 2020 | Torneio cancelado devido à pandemia de COVID-19 | Torneio cancelado devido à pandemia de COVID-19 | Torneio cancelado devido à pandemia de COVID-19 |
| 2019 | Monica Niculescu                                | Tímea Babos                                     | 6–2, 4–6, 6–3                                   |
| 2018 | Tereza Smitková                                 | Dayana Yastremska                               | 7–6(7–2), 3–6, 7–6(7–4)                         |
| 2017 | Magdaléna Rybáriková                            | Alison Van Uytvanck                             | 7–5, 7–6(7–3)                                   |
| 2016 | Evgeniya Rodina                                 | Rebecca Šramková                                | 6–4, 6–4                                        |
| 2015 | Anna-Lena Friedsam                              | Magda Linette                                   | 5–7, 6–3, 6–1                                   |

### Duplas femininas
| Ano  | Campeãs                                         | Vice-campeãs                                    | Resultado                                       |
| ---- | ----------------------------------------------- | ----------------------------------------------- | ----------------------------------------------- |
| 2024 | Kristina Mladenovic Elena-Gabriela Ruse         | Quinn Gleason Tang Qianhui                      | 6–2, 6–2                                        |
| 2023 | Nao Hibino Natalija Stevanović                  | Maja Chwalińska Jesika Malečková                | 7–6(12–10), 7–6(7–5)                            |
| 2022 | Lizette Cabrera Jang Su-jeong                   | Naiktha Bains Maia Lumsden                      | 6–7(7–9), 6–0, [11–9]                           |
| 2021 | Não ocorreu (transferido para Nottingham)       | Não ocorreu (transferido para Nottingham)       | Não ocorreu (transferido para Nottingham)       |
| 2020 | Torneio cancelado devido à pandemia de COVID-19 | Torneio cancelado devido à pandemia de COVID-19 | Torneio cancelado devido à pandemia de COVID-19 |
| 2019 | Beatriz Haddad Maia Luisa Stefani               | Ellen Perez Arina Rodionova                     | 6–4, 6–7(5–7), [10–4]                           |
| 2018 | Asia Muhammad Maria Sanchez                     | Natela Dzalamidze Galina Voskoboeva             | 4–6, 6–3, [10–1]                                |
| 2017 | Anna Blinkova Alla Kudryavtseva                 | Paula Kania Maryna Zanevska                     | 6–1, 6–4                                        |
| 2016 | Yang Zhaoxuan Zhang Kailin                      | An-Sophie Mestach Storm Sanders                 | 6–3, 7–6(7–5)                                   |
| 2015 | Raluca Olaru Xu Yifan                           | An-Sophie Mestach Demi Schuurs                  | 6–3, 6–4                                        |